# Microgecko tanishpaensis
Microgecko tanishpaensis — вид геконоподібних ящірок родини геконових (Gekkonidae). Ендемік Пакистану. Описаний у 2020 році.

## Опис
Тіло (не враховуючи хвоста) сягає 43,8 мм завдовжки.

## Поширення і екологія
Microgecko tanishpaensis відомі з типової місцевості в горах Торгар, в окрузі Кілла-Сайфулла у провінції Белуджистан на заході Пакистану, на висоті 2378 м над рівнем моря.